# Inspection

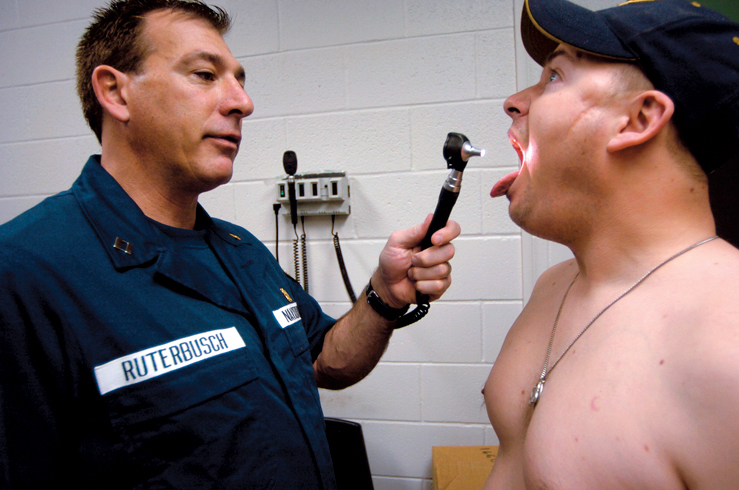
Inspection de la cavité buccale

En médecine, l'inspection désigne un des quatre temps principaux de l'examen clinique, avec la palpation, la percussion et l'auscultation. L'inspection est le premier temps de cet examen qui consiste simplement pour le médecin à observer le patient.
En particulier, l'inspection s'attache, par la vue, à déterminer la présence de d'anomalie de forme (tuméfaction, atrophie) ou de couleur (éruption, dyschromie, ictère, pâleur) des différents aspects corps humain, ainsi que l'aspect général, l'attitude et le comportement du patient.
Pour l'examen de la peau, en dermatologie, il s'agit du principal temps parmi les quatre.